# Tông Cọ
Tông Cọ là một xã thuộc huyện Thuận Châu, tỉnh Sơn La, Việt Nam.
Xã Tông Cọ có diện tích 35,06 km², dân số năm 1999 là 4504 người, mật độ dân số đạt 128 người/km².